# Флаг городского поселения Куровское
Флаг городского поселения Куровско́е Орехово-Зуевского муниципального района Московской области Российской Федерации — опознавательно-правовой знак, служащий официальным символом муниципального образования.
Флаг утверждён 7 октября 1997 года и внесён в Государственный геральдический регистр Российской Федерации с присвоением регистрационного номера 277.
Законом Московской области от 6 декабря 2017 года № 211/2017−ОЗ 10 января 2018 года все муниципальные образования Орехово-Зуевского муниципального района были преобразованы в городской округ Ликино-Дулёво.
Флаг муниципального образования городское поселение Куровское составлен на основе герба городского поселения по правилам и соответствующим традициям вексиллологии и отражает исторические, культурные, социально-экономические, национальные и иные местные традиции.
Авторы флага: В. Булыгин, А. Галимулин, Г. Красуленков, А. Лисенков, К. Мочёнов.

## Описание
«В зелёном поле выходящая из-за пониженного лазоревого (голубого) волнистого пояса, тонко окаймлённого серебром, золотая двухъярусная колокольня с золотым колоколом в нижнем ярусе — звоннице, увенчанная Голгофским крестом, сопровождаемая золотой веткой хмеля о трёх листьях и двух шишках и золотым гусиным пером, положенными накрест поверх пояса».

## Обоснование символики
Становление и развитие города Куровское связано с ткацко-отделочной фабрикой, основанной в 1854 году, которая к настоящему времени превратилась в крупный меланжевый комбинат — основное производственное предприятие города, что отражают белые нити.
Колокольня и перо показывают, что город исстари был центром духовности и просвещения Гуслицкого края.
Хмель говорит об одной из важных сфер деятельности местных жителей, когда его разведение здесь было широко развито.
Голубой волнистый пояс показывает реку Нерскую, на берегах которой расположен город.
Зелёный цвет полотнища символизирует богатую природу Мещерской низменности, окружающую город.